# كريستال لي سوتون
كريستال لي سوتون (بالإنجليزية: Crystal Lee Sutton)‏ هي نقابية أمريكية، ولدت في 31 ديسمبر 1940 في رونوك رابيدز في الولايات المتحدة، وتوفيت في 11 سبتمبر 2009 في برلنغتون في الولايات المتحدة.